# Зыбка (рыболовная снасть)
Зыбка (подъёмка) — рыболовная сеть, натянутая на четырёхугольную раму (или растянутая между двумя перекрещенными металлическими или деревянными стержнями), привешиваемая к тонкому концу длинной жерди, балансирующей на подставке. Зыбка накладывается приманкой (хлебом, зерном) и, при помощи камня, погружается в воду. Для осмотра зыбка вытаскивается из воды давлением на толстый конец жерди и затем, с прибавлением, в случае надобности, приманки, снова опускается в воду.
Название зыбка употребляется в Приаргуньском крае Сибири (конструкция формой напоминает детскую люльку). На Дальнем Востоке распространён термин подъёмка. Подъёмки малых размеров с мелкой ячеёй сети (малявочницы) применяются для ловли малька (используется для ловли хищной рыбы на живца).
Рыболовные сети подобной конструкции известны человечеству с глубокой древности и распространены практически повсеместно. У разных народов в разных странах существуют собственные названия подобных рыболовных конструкций.